# Fase oral
La fase oral designa un concepto elaborado por Sigmund Freud. Representa la primera fase de la evolución libidinosa; el placer sexual está ligado entonces predominantemente a la excitación de la cavidad bucal y de los labios, que acompaña a la alimentación. La actividad de nutrición proporciona las significaciones electivas mediante las cuales se expresa y se organiza la relación de objeto; así, por ejemplo, la relación de amor con la madre se hallaría marcada por las significaciones: comer, ser comido.
Karl Abraham propuso subdividir esta fase atendiendo a dos actividades distintas: succión (fase oral precoz) y mordedura (fase oral-sádica)».